# Movimiento Libertario (Venezuela)
El Movimiento Libertario de Venezuela (MLV) es un movimiento político civil venezolano de ideología liberal-libertaria fundado en 2015. Los manuales del movimiento declaran como sus principales pilares el libertarismo, basándose en la defensa de los derechos individuales, la libertad de asociación y orientación sexual, y la propiedad privada.
También son partidarios de la libre circulación de personas entre países, y regulaciones mínimas a la migración. Además, su programa está basado en los postulados característicos de la Escuela Austríaca de Economía, la Escuela de Economía de Chicago y dentro de las influencias teóricas de la elección u opción pública, por igual el laissez faire, el anarcocapitalismo y el principio de no intervención.
Se encuentra a favor del derecho a la portación de armas para defensa personal, a la abolición de leyes que castigan la prostitución y la tenencia y consumo de drogas para uso personal, como la abolición de la banca central y de la política monetaria. Se opone al servicio militar obligatorio y al intervencionismo militar en naciones extranjeras.

## Ideología
El nombre del Movimiento Libertario proviene del término 'libertario', usado para distintas ideologías que abogan por la superioridad de la libertad individual sobre el control o injerencia del Estado.
Se ha destacado por hacer una serie de propuestas rechazadas por parte de la sociedad venezolana que incluyen en lo económico la eliminación de todos los monopolios públicos, incluyendo la reducción del Estado a la mínima expresión de manera que fuera solamente garante de la libertad individual, lo que incluye que el Estado dejara de financiar un Estado benefactor, estas serían financiadas por la ciudadanía mediante el sector privado. En lo social está a favor del matrimonio igualitario, la poligamia, la legalización de las drogas, el libre porte de armas, el trabajo sexual y la libre circulación de divisas. 

## Protestas en Venezuela
El MLV ha participado en las protestas en Venezuela de 2017 contra Nicolás Maduro exigiendo entre otras cosas, la dimisión. en 2018, en alianza con Soy Venezuela y dirigentes políticos de la oposición venezolana formaron parte de diversas protestas en el país.